# Via Aemilia

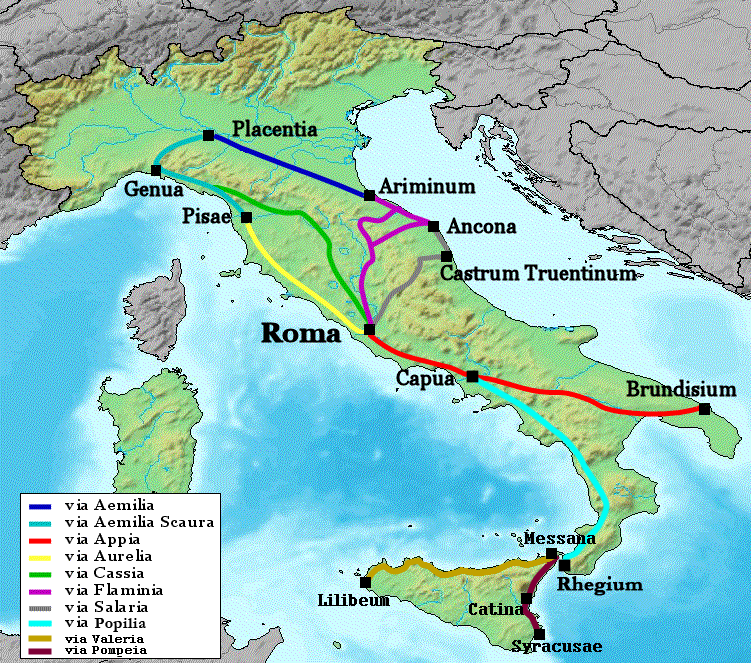
Das römische Straßennetz (die via Aemilia in Dunkelblau)

Die Via Aemilia (italienisch Via Emilia) ist eine ehemalige Römerstraße in Oberitalien, die am nördlichen Rand der Apenninen entlang von  Placentia (Piacenza) bis nach  Ariminum (Rimini) führte. Benannt ist sie nach der römischen Patrizierfamilie der Aemilier. Nach der Straße erhielt die historische Region Emilia (heute Emilia-Romagna) im Laufe der Zeit ihren Namen.
Auf die Via Aemilia geht die heutige Strada statale 9 Via Emilia, ein Teil des italienischen Fernstraßennetzes, zurück.

## Entstehung und Verlauf
Die Via Aemilia wurde im Auftrag des römischen Konsuls Marcus Aemilius Lepidus im Jahre 187 v. Chr. angelegt. Sie war die Fortsetzung der Via Flaminia, die von Rom nach Rimini führte und verband die Städte Rimini (Ariminum), Imola, Bologna (Bononia), Modena (Mutina), Reggio Emilia (Regium), Parma und Fidenza (Fidentia) bis nach Piacenza (Placentia). Dort schlossen später die Via Aemilia Scauri nach Genua und Pisa und die Via Postumia nach Aquileia an.

## Überreste und Fundstellen
Im Flussbett des Reno in Bologna wurde der Meilenstein 78 aus Rimini gefunden. Er zeugt von der Restaurierung der Straße von Rimini bis zum Fluss Trebbia durch Kaiser Augustus im Jahr 2 v. Chr.
Reste einer Brücke über den Reno wurden in den 1890er Jahren entdeckt, bestehend aus Teilen der beidseitigen Brüstung, die ursprünglich etwa 11,6 m voneinander entfernt waren und aus ziegelverblendetem Beton bestanden. Sie gehörten zu einer Restaurierung, da die frühere Konstruktion (vermutlich in Augustus’ Wiederaufbau) aus rotem Veroneser Marmor bestand. Ein massiver Schutzwall, der leicht oberhalb lag, muss aus christlicher Zeit stammen, da eine große Anzahl römischer Grabsteine für seine Errichtung benutzt wurden. Das Flussbett wurde beim Einsturz der Brücke (etwa um das Jahr 1000) um wohl 6 Meter aufgefüllt.
Ruinen weiterer antiker Brücken sind ebenfalls noch vorhanden. In Savignano sul Rubicone in der Provinz Forlì-Cesena wurde die römische Brücke erst im Zweiten Weltkrieg gesprengt. Die Brücke wurde zwischen 1963 und 1965 wiederaufgebaut, wobei die Steinblöcke fast alle geborgen, nummeriert und schließlich wieder an ihre Stelle gesetzt werden konnten. Der Fluss, den sie überspannt, könnte der Rubikon der Antike sein.